# Miranda Warning (banda)
Miranda Warning é um grupo de música pop espanhol nascido em Elche (Alicante). O seu nome provêm da Lei americana homónima Miranda Warning. 
Os seus componentes são: Lucia Martínez (vocalista), Antonio Romero e Josué García (guitarras), Alberto Martínez (baixo) e Roberto Ropero (bateria). Os seus temas são maioritariamente em espanhol, ainda que encontramos nos seus discos versões em inglês das suas canções mais conhecidas.
Temas como Despierta, Flor de un día, ¿por qué?, Los restos del naufragio tiveram bastante éxito nas emissoras de rádio.

## Discografia
- Miranda Warning (CD 2000).
- Escena Segunda (CD 2002).
- Lugares que Esperan (CD 2005).